# Cochlearia
La coclearia o hierba del escorbuto (Cochlearia) es un género  de hierbas anuales y perennes de la familia Brassicaceae. Comprende 168 especies descritas y de estas, solo 29 aceptadas. Es el único género de la tribu Cochlearieae.

## Distribución y hábitat
Se distribuye extensamente en las zonas templadas y árticas del hemisferio norte, más comúnmente en regiones costeras, acantilados y pantanos salobres, donde por su alta tolerancia a la sal se permite competir con otras plantas.

## Descripción
Es una planta rastrera de 5-20 cm de altura. Hojas redondeadas suavemente como una cuchara (su nombre deriva del latín cocleare que significa cuchara)  y con textura carnosa. Las flores son blancas con cuatro pétalos y se agrupan en racimos.

## Usos
Fue una planta que solía ser utilizada por algunos marineros de antaño para combatir el escorbuto en sus largos viajes por el mar pues es rica en vitamina C, que previene y cura esta deficiencia resultante de la falta de consumo de verduras frescas. Las hojas tienen gusto a rábano picante y a berro. También se consumen en ensaladas.

## Taxonomía
El género fue descrito por Carlos Linneo y publicado en Species Plantarum 2: 647. 1753. La especie tipo es: Cochlearia officinalis

## Especies
| - Cochlearia acutangula - Cochlearia aestuaria - Cochlearia alatipes - Cochlearia anglica - Cochlearia aragonensis - Cochlearia changhuaensis - Cochlearia cyclocarpa - Cochlearia danica - Cochlearia fenestrata - Cochlearia formosana - Cochlearia fumarioides - Cochlearia furcatapilosa - Cochlearia glastifolia - Cochleoria groenlandica - Cochlearia henryi | - Cochlearia hui - Cochlearia lechuanensis - Cochlearia longistyla - Cochlearia megalosperma - Cochlearia microcarpa - Cochlearia oblongifolia - Cochlearia officinalis - Cochelaria paradoxa - Cochlearia rivolorum - Cochlearia rupicola - Cochlearia sessilifolia - Cochlearia sinuata - Cochlearia tatrae - Cochlearia tridactylites - Cochlearia warburgii |